# Nemoura marginata
Nemoura marginata är en bäcksländeart som beskrevs av Pictet, F.J. 1836. Nemoura marginata ingår i släktet Nemoura och familjen kryssbäcksländor. Inga underarter finns listade i Catalogue of Life.